# Tripneustes gahardensis
Espèce
Tripneustes gahardensis est une espèce fossile d'oursins (échinodermes) de la famille des Toxopneustidae et du genre Tripneustes, ayant vécu en Europe (France, Espagne...) au cours du Miocène moyen et du Tortonien.

## Stratigraphie
Il est aussi désigné en :
- 1884 comme Hipponoe sp. par Bazin
- 1896 comme Hipponoe parkinsoni var. gahardensis par Jean Seunes
- 1906, et 2009 comme Tripneustes gahardensis

## Classification
L'espèce Tripneustes gahardensis a été décrite par le naturaliste français Jean Seunes en 1896. Il est connu dans les faluns de Bretagne par un unique spécimen complet et quelques fragments de test.